# Capitata
Die Capitata sind eine sehr vielgestaltige Gruppe der Hydrozoen aus der Ordnung der Anthomedusae. Die bekannteste Gruppe der Capitata sind die riffbildenden Feuerkorallen aus dem tropischen Indopazifik, dem Roten Meer und der Karibik.

## Merkmale

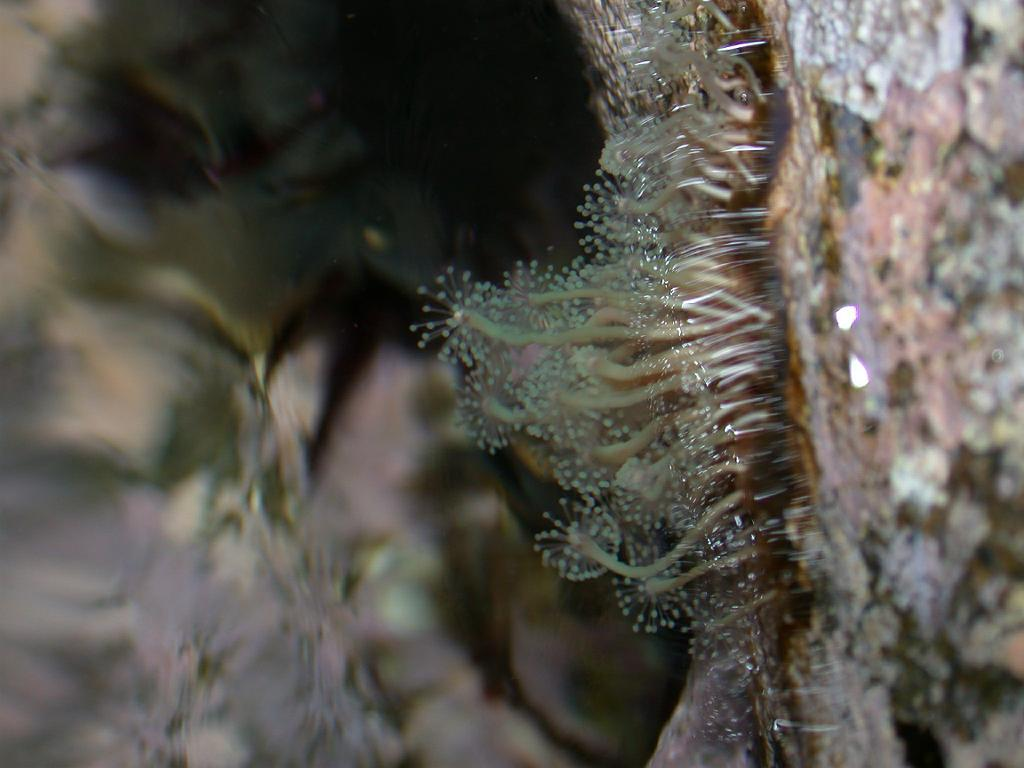
Hydrocoryne miurensis, deutlich erkennbar sind die geknöpften Tentakel

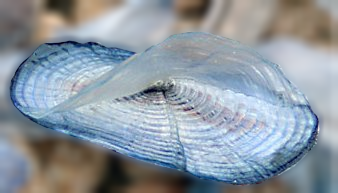
Segelqualle (Velella velella)

Alle Capitata haben sowohl in der Polypen- als auch in der Medusenphase besondere Nesselzellen, die komplex aufgebauten Stenotelen (Durchschlagskapseln), die einen aus drei Dornen aufgebauten Stilettapparat besitzen. Sie enthalten außerdem hochwirksame Nesselgifte, mit denen die Tiere ihre Opfer lähmen oder töten können. Diese Form der Nesselzellen wird sonst nur noch bei einigen Trachymedusae, bei den Staatsquallen (Siphonophorae) und den Actinulidae gefunden. Alle Anthomedusae, die Stenotelen haben, gehören zu den Capitata. Fehlen diese, so gehören sie zur Unterordnung Filifera.
Namensgebendes Merkmal der Capitata sind die mit einem kugelförmigen „Köpfchen“ versehene Tentakel, die die Tiere immer oder nur in ihrer Jugend haben. Allerdings gibt es auch Gruppen der Filifera, z. B. die Ptilocodiidae, die capitate Tentakeln haben.

## Familien
- Unterordnung Capitata
  - Familie Acaulidae
  - Familie Asyncorynidae
  - Familie Boeromedusidae
  - Familie Boreohydridae
  - Familie Candelabridae
  - Familie Cladocorynidae
  - Familie Cladonematidae
  - Familie Corymorphidae
  - Familie Corynidae
  - Familie Halimedusidae
  - Familie Hydrocorynidae
  - Familie Margelopsidae
  - Familie Feuerkorallen (Milleporidae)
  - Familie Moerisiidae
  - Familie Paracorynidae
  - Familie Pennariidae
  - Familie Porpitidae
  - Familie Protohydridae
  - Familie Pseudosolanderiidae
  - Familie Rosalindidae
  - Familie Solanderiidae
  - Familie Sphaerocorynidae
  - Familie Teissieridae
  - Familie Tubulariidae
  - Familie Tricyclusidae
  - Familie Zancleidae
  - Familie Zancleopsidae
- Capitata incertae sedis
  - Ctenaria
  - Oonautes
  - Pteronema
  - Tetraralphia